# دوازدهمین دالایی لاما
ترینلی جیاتسو (انگلیسی: Trinley Gyatso; ۲۶ ژانویهٔ ۱۸۵۷ – ۲۵ آوریل ۱۸۷۵) دوازدهمین دالایی لاما بود.
وی از سال ۱۸۶۰ تا ۱۸۷۵ به‌عنوان دالایی لاما رهبر بوداییان تبت شناخته می‌شده‌است.